# Tollas Tímea
Tollas Tímea (Budapest, 1997. május 23. –) magyar írónő, közgazdász, újságíró, szerkesztő, joghallgatò.

## Pályafutása
A budapesti József Attila Gimnáziumban érettségizett. Az érettségit követő nyártól részt vett a Budapesti Gazdaságtudományi Egyetem KVIK kara egyetemi újságjának, az AGY-ALAP-nak a szerkesztésében, ahová diákokat érintő kérdésköröket és cikkeket írt.
A Budapesti Gazdasági Egyetem Kereskedelmi, Vendéglátóipari és Idegenforgalmi karán közgazdászként végzett 2022-ben. 2023-tòl az ELTE Jogi Karán tanul jogászképzésen.
2021 nyarán elnyerte az országos Stíluskirálynő szépségverseny 30 év alatti kategóriájának királynői címét. A 2021-es Sikeres Nők őszi lapszámában publikáltak róla egy 4 oldalas interjút, ahol betegségéről és sikereiről beszélt.
2021 novemberében jelent meg első, motivációs témájú, fiatalokat segítő könyve, a Porcukor , amely Tollas Tímea szellemi tulajdona. A könyvet számos ismert ember és influencer véleményezte, Radócz Csilla pszichológus és életvezetési coach pedig pozitív bírálattal értékelte.
2019-től kezdődően számos magyar online, illetve nyomtatott magazin és hírportál számára írt cikkeket lélek, párkapcsolat, egészséges életmód és életvezetés témakörökben.
2020 februárjától a DUE Médiahálózat  és a DUE Tallózó magazin szerkesztőségének a tagja.
2021 nyarán gyakornokként csatlakozott a Glamour  magazin online szerkesztőségéhez. Itt szólalt fel először az endometriózis betegségről, felhívva ezzel a nők figyelmét is a krónikus betegségre és a prevenció fontosságára. Azóta is egyre több platformon igyekszik nyilatkozni az endometriózissal kapcsolatos tapasztalatairól.
2021 őszétől kezdődően a Hírdrazsé  Archiválva 2022. május 23-i dátummal a Wayback Machine-ben magazin szerkesztőségének tagja, segítő hangvételű, pozitív attitűdű cikkeivel a fiatalokhoz és a felnőtt korosztályhoz egyaránt szól.
2022 februárjától a Meglepetés Magazin  és a Joy Magazin külsős újságíròjaként tevékenykedik, számos hírességgel készít interjút.
2022 tavaszától vállalkozóként tevékenykedik, szövegírással és írással foglalkozik.

## Művei
- Porcukor. 40 gramm motiváció. Hízz a sikerektől!; Publio, Hédervár, 2021
- Borzonka. Bűvös mesék tárháza; Üveghegy, Százhalombatta, 2023